# Plaza de Pontejos
La plaza de Pontejos (denominada también como plaza del marqués viudo de Pontejos) es una plaza ubicada en el centro de Madrid, cerca de la Puerta del Sol (comunicada mediante la calle del Correo). Esta plaza existe desde 1841 cuando se produce el derribo del Claustro de San Felipe. Quedando delimitada por la Real Casa de Postas.
Su nombre recuerda a Joaquín Vizcaíno, marqués viudo de Pontejos, que llegó a ser alcalde de Madrid.

## Historia

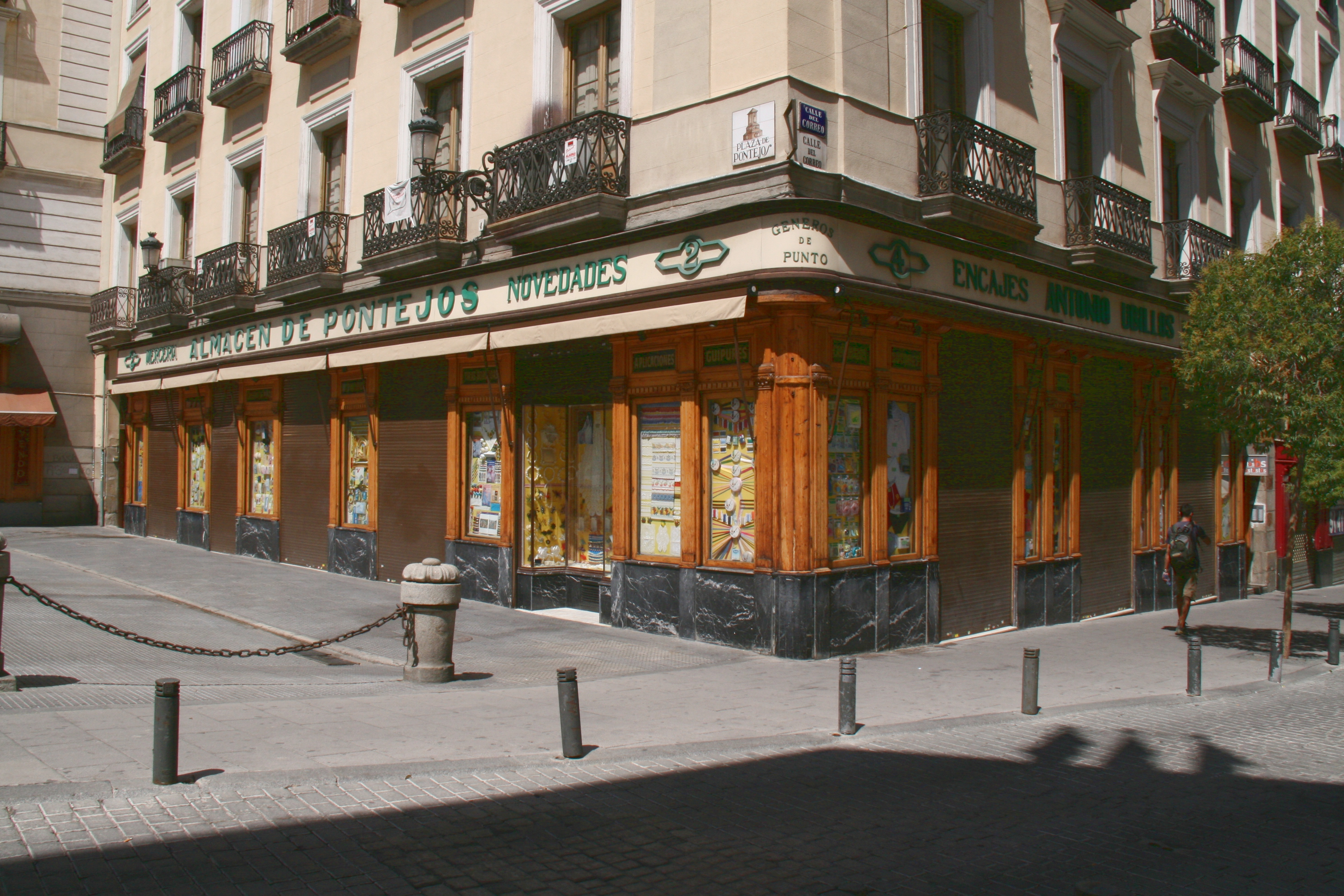
Los almacenes para la venta de botones y suplementos ha sido desde comienzos del una actividad importante

El advenimiento de la desamortización de Mendizabal hace que el Convento de San Felipe el Real se derribe, dejando el Claustro y el Patio de este edificio intactos. Finalmente en 1841 estos dos espacios son derruidos abriendo un espacio que acaba siendo la plaza Pontejos. Se construyó la Casa Cordero y quedó la plaza formada. En 1849 se colocó una fuente coronada por el busto del alcalde y corregidor, cuyo pilón era al parecer el que antes estuvo en la Puerta del Sol como pilón de aguadores con caudal procedente del viaje del Alto Abroñigal, de donde se llevó de forma provisional a la plaza del Celenque, y que retirado en la década de 1920, durante el periodo de la Segunda República estuvo en el cuartel de la Guardia de Asalto, a espaldas del edificio del Ministerio de la Gobernación. Desde mediados del siglo xx, la plaza de Pontejos ha concentrado comercios dedicados a mercería.